# 石井毅 (コピーライター)
石井 つよシ（いしい つよし、1983年 - ）は日本のコピーライター、クリエイティブディレクター。

## コピーライティング
- 女は大学に行くな、という時代があった。（神戸女学院大学）
- 学問は、就活か。（神戸女学院大学）
- 批判を疑え。（神戸女学院大学）
- 元気とLOVEを浴びてくれ!!（山本寛斎）
- どんな未来も着こなしてやる!!（山本寛斎）
- 人間だけが、目をあけて夢をみる。（三井物産CM）
- ひとりじゃないから、"あい"がある。（三井物産）
- 30代よ、何かを抱け。（ミサワホーム）

## ブランドコンセプト
- 一日、一日。（パンとエスプレッソと）
- 私はまだ、私を知らない。（神戸女学院大学）
- いつも心に「マンガ部屋」を。（BookLive）
- ニンゲンに飽きたら、ノザルへようこそ。（NOZARU）

## ネーミング
- 『フツウニフルウツ』
- 『和レ和レ和』
- 『しロといロいロ』
- 『ぱんつくった』
- 『なんとかプレッソ』
- 『パニーニ一番』
- 『日と々と』

## クリエイティブディレクション
- 『パンとエスプレッソと自由形』
- 『パンとエスプレッソとまちあわせ』
- 『なんとかプレッソ』
- 『那須の森の空中アスレチック NOZARU』
- 『それが人生』（サッポロビール）